# 隆日舍纳勒
隆日舍纳勒（法語：Longechenal，法語發音：[lɔ̃ʒʃənal]）是法国伊泽尔省的一个市镇，原属于拉图尔迪潘区，2017年起改属维埃纳区。

## 地理
隆日舍纳勒（45°25'8"N, 5°20'52"E）面积8.12 平方千米，位于法国奥弗涅-罗讷-阿尔卑斯大区伊泽尔省，该省份为法国东南部内陆省份，北起顺时针与安省、萨瓦省、上阿尔卑斯省、德龙省、阿尔代什省、卢瓦尔省和罗讷省。
与隆日舍纳勒接壤的市镇（或旧市镇、城区）包括：贝沃奈、比佐讷、沙邦、埃多什、拉弗雷特、大朗斯、莫捷、圣伊莱尔德拉科特。
隆日舍纳勒的时区为UTC+01:00、UTC+02:00（夏令时）。

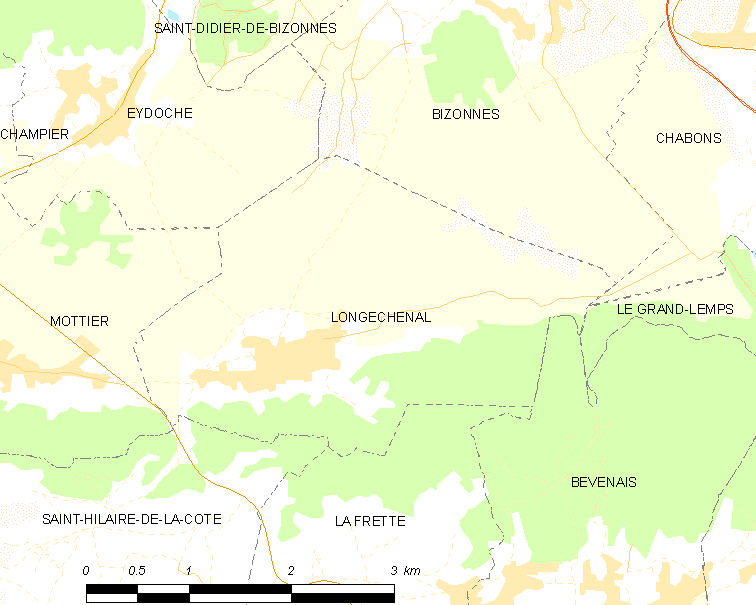
隆日舍纳勒的OSM定位图

## 行政
隆日舍纳勒的邮政编码为38690，INSEE市镇编码为38213。

## 政治
隆日舍纳勒所属的省级选区为大朗斯县。

## 人口

1962-2008年间隆日舍纳勒人口变化图示

隆日舍纳勒于2022年1月1日时的人口数量为605人。